# Pollyxenus lucidus
Pollyxenus lucidus är en mångfotingart som beskrevs av Chalande 1888. Pollyxenus lucidus ingår i släktet Pollyxenus och familjen penseldubbelfotingar. Inga underarter finns listade i Catalogue of Life.